# Experiments biològics de les naus Viking

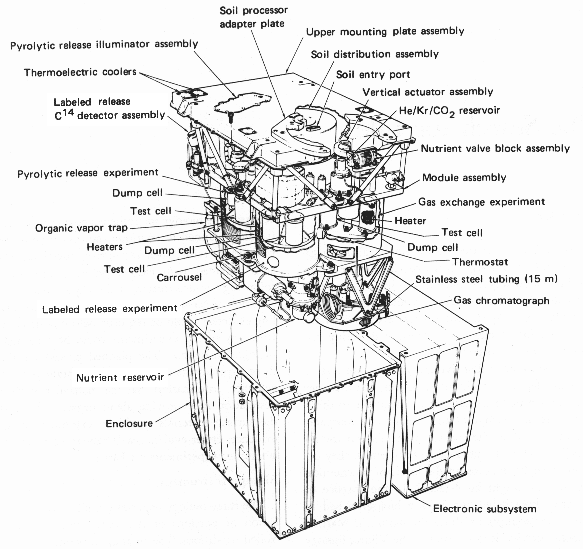
Esquema del Viking Lander Biological Experiment System (lit. cat.: sistema d'experiments biològics del mòdul de descens Viking)

Els dos mòduls de descens Viking van transportar cadascun quatre tipus d'experiments biològics a la superfície de Mart a finals de la dècada de 1970. Aquests van ser els primers mòduls de descens marcians a dur a terme experiments per buscar biosignatures de vida microbiana a Mart. Els mòduls van utilitzar un braç robotitzat per posar mostres de sòl en envasos de prova tancats al vehicle. Els dos mòduls eren idèntics, de manera que les mateixes proves es van dur a terme en dos llocs de la superfície de Mart, el Viking 1 prop de l'equador i el Viking 2 més al nord.

## Per a més informació
- Brown, F. S.; Adelson, H. E.; Chapman, M. C.; Clausen, O. W.; Cole, A. J.; Cragin, J. T.; Day, R. J.; Debenham, C. H.; Fortney, R. E. «The biology instrument for the Viking Mars mission». Review of Scientific Instruments, 49, 2, 1978, pàg. 139–182. Bibcode: 1978RScI...49..139B. DOI: 10.1063/1.1135378. PMID: 644245.
- Klein, H.P.; Lederberg, J.; Rich, A.; Horowitz, N.H.; Oyama, V.I.; Levin, G.V. «The Viking Mission Search For Life On Mars». Nature, 262, 5563, 1976, pàg. 24–27. Bibcode: 1976Natur.262...24K. DOI: 10.1038/262024a0.
- Klein, H.P. «Did Viking Discover Life on Mars?». Journal Origins of Life and Evolution of Biospheres, 29, 6, 1999, pàg. 1573–0875. DOI: 10.1023/A:1006514327249.
- Klein, H.P. «The Viking biology experiments: Epilogue and prologue». Journal Origins of Life and Evolution of Biospheres, 21, 4, 1992, pàg. 1573–0875. Bibcode: 1992OLEB...21..255K. DOI: 10.1007/BF01809861.
- Biemann, Klaus; Oro, J.; Toulmin III, P.; Orgel, L.E.; Nier, A.O.; Anderson, D.M.; Simmons, P.G.; Florey, D.; Diaz, A.V. «Search for Organic and Volatile Inorganic Compounds in Two Surface Samples from the Chryse Planitia Region of Mars». Science, 194, 4260, 1976, pàg. 72–76. Bibcode: 1976Sci...194...72B. DOI: 10.1126/science.194.4260.72. PMID: 17793082.
- Biemann, Klaus «On the ability of the Viking gas chromatograph–mass spectrometer to detect organic matter». Proceedings of the National Academy of Sciences of the United States of America, 104, 25, 2007, pàg. 10310–10313. Bibcode: 2007PNAS..10410310B. DOI: 10.1073/pnas.0703732104. PMC: 1965509. PMID: 17548829.